# Roger Tiefensee
Karl Stig Roger Tiefensee, tidigare Karlsson, född 23 juli 1967 i Dunkers församling i Södermanlands län, är en svensk politiker (centerpartist). Han var ordinarie riksdagsledamot 2002–2014, invald för Södermanlands läns valkrets. Tiefensee var Centerpartiets gruppledare i riksdagen 2006–2011 och tidigare partiets talesperson i ekonomiska frågor.
I riksdagen var Tiefensee ledamot i skatteutskottet 2002–2004, finansutskottet 2004–2010 och miljö- och jordbruksutskottet 2011–2014.